# 香港大學李嘉誠醫學院
香港大學李嘉誠醫學院（英語：Li Ka Shing Faculty of Medicine, The University of Hong Kong，亦簡稱港大醫學院或HKUMed）為一所坐落於香港港島薄扶林的醫學院。其院址雖離香港大學本部有數公里之遠，但鄰近作為其教學及研究基地的瑪麗醫院。港大醫學院現提供醫學、中醫學、護理學、藥學及生物醫學的教育與研究項目。香港大學李嘉誠醫學院是香港最早成立的醫學院，已有逾百年歷史，時至今日香港也僅有兩所同時提供醫學及藥學專業培訓的醫學院，另一所為香港中文大學醫學院。
香港大學李嘉誠醫學院致力參與禁煙議題，曾多次動員師生支持全面禁止電子煙及增加煙草稅的行動，曾任食物及衛生局局長的陳肇始在未加入政府前是李嘉誠醫學院屬下護理學院的控煙專家。
香港大學李嘉誠醫學院校園內放置了畢業於其前身香港西醫書院的孫中山的銅像。

## 歷史
學院的前身是創立於1887年的香港西醫書院，是遠東其中一所歷史最悠久的西醫教育機構，孫中山于廣州博济医学堂学习后次年转入香港西医书院習醫，是書院第一屆畢業生，並為兩位畢業生之一。
1910年香港大學成立，原香港西醫書院併入香港大學成為港大本部轄下的醫學院，成為香港大學創校時成立的三大學院之一。1912年，香港大學本部大樓落成啟用，成為醫學院主要的教學和辦公場地，醫學院當時使用西區醫院作為教學醫院。瑪麗醫院於1937年啟用後，成為醫學院新的教學醫院。
1964年，位於瑪麗醫院附近的醫學院大樓落成，並以養和醫院創辦人李樹芬命名。
1996年，由於原有醫學院大樓（李樹芬樓，現賽馬會跨學科大樓）日漸破舊，加上附近的香港教育學院羅富國分校即將遷入新界大埔，在羅富國教育學院原址建造新醫學院綜合大樓的計劃正式立項，並於1997年11月羅師大樓騰空後正式動工。同年時任醫學院院長周肇平將問題導向教學方式（Problem-based Learning）帶進醫學院內，以小組討論臨床個案/病例輔助和補充單向式課堂，鼓勵自學。
2002年，醫學院新綜合大樓舍落成，由英國唐謀士建築師事務所設計，並由香港寶嘉建築承建。同年，李樹芬樓拆卸，其後丟空至2009年後重建為賽馬會跨學科大樓，專供一些與醫學院有合作的港大部門使用。
2005年5月7日，香港大學宣佈獲香港首富李嘉誠及李嘉誠基金會承諾十億港元捐款，5月18日港大建議將醫學院命名為李嘉誠醫學院以表彰李嘉誠及其基金會的慷慨捐贈，並獲港大校務委員會一致通過。香港大學醫學院於2006年1月1日正式命名為「香港大學李嘉誠醫學院」。
2006年1月1日，醫學院正式命名為「香港大學李嘉誠醫學院」，引起30位醫學院校友聯署抗議，認為校方事前未有諮詢，漠視醫學院百年歷史。
2019年，Atelier Nuno Architects受香港大學李嘉誠醫學院委託，為翻新學院的主要大堂進行設計。

## 歷任院長
香港大學李嘉誠醫學院自1887年成立至今共有40多任院長，楊紫芝為第一位華人兼女性院長。歷任院長名單如下：
- 第1任 - 1887年至1889年：白文信（Patrick Manson）
- 第2任 - 1889年至1896年：康德黎（James Cantlie）
- 第3任 - 1912年至1915年：Francis W Clark
- 第4任 - 1915年至1916年：狄比（英语：Kenelm Hutchinson Digby）（Kenelm H Digby）
- 第5任 - 1916年至1920年：安爾（Herbert G Earle）
- 第6任 - 1920年至1922年：狄比
- 第7任 - 1923年：安爾
- 第8任 - 1923年至1925年：狄比
- 第9任 - 1925年：安爾
- 第10任 - 1925年：George T Byrne
- 第11任 - 1925年至1926年：Joseph L Shellshear
- 第12任 - 1927年至1928年：安達臣（John Anderson）
- 第13任 - 1928年至1930年：Richard E Tottenham（英语：Richard Tottenham (obstetrician)）
- 第14任 - 1930年至1933年：賴廉士（Lindsay T Ride）
- 第15任 - 1933年至1934年：William I Gerrard
- 第16任 - 1934年至1935年：Joseph L Shellshear
- 第17任 - 1935年至1939年：賴廉士
- 第18任 - 1939年：賴廉士
- 第19任 - 1939年至1940年：Lewis R Shore
- 第20任 - 1940年至1941年：王國棟（Gordon King）
- 第21任 - 1948年至1949年：王國棟
- 第22任 - 1950年至1951年：Stanley M Banfill
- 第23任 - 1951年至1954年：王國棟
- 第24任 - 1954年至1957年：啟真道（英语：Leslie Gifford Kilborn）（Leslie G Kilborn）
- 第25任 - 1957年至1962年：Francis E Stock
- 第26任 - 1962年至1967年：侯信（Arthur R Hodgson）
- 第27任 - 1967年至1972年：麥花臣（Alexander JS McFadzean）
- 第28任 - 1972年至1978年：紀本生（James B Gibson）
- 第29任 - 1978年至1980年：高伯恩（Michael J Colbourne）
- 第30任 - 1980年至1983年：謝嘉樂（Arnold CL Hsieh）
- 第31任 - 1983年至1985年：楊紫芝
- 第32任 - 1985年至1991年：梁智仁
- 第33任 - 1991年至1992年：麥列菲菲
- 第34任 - 1992年至1995年：馬鍾可璣
- 第35任 - 1995年至1998年：周肇平
- 第36任 - 1998年至2001年：鄧惠瓊
- 第37任 - 2001年至2008年：林兆鑫
- 第38任 - 2008年：梁憲孫
- 第39任 - 2008年至2013年：李心平
- 第40任 - 2013年至2022年：梁卓偉
- 第41任 - 2022年至今：劉澤星

## 課程資訊
香港大學李嘉誠醫學院提供不同課程，其學制及每年的收生人數都各有不同，所有課程须经过面試才能决定是否录取。牙醫學士課程则由獨立於醫學院的香港大學牙醫學院提供。
| 課程                     | 录取人數 | 學制（年） |
| ------------------------ | -------- | ---------- |
| 內外全科醫學士           | 300      | 6          |
| 護理學學士               | 210      | 5          |
| 藥劑學學士               | 35       | 4          |
| 中醫學學士               | 25       | 6          |
| 生物醫學學士             | 53       | 4          |
| 文理學士(環球衞生及發展) | 18       | 4          |

### 四年制医科课程
四年全日制內外全科醫學士課程第二學位入學途徑供持有大學學位，并具备化學或生物背景的学生申请，名额为25个，预计首批学生于2025年9月开学。课程第一年为密集式临床前课程，第二至第四年则为临床训练，学生最快可用四年时间获得內外全科醫學士（MBBS）学位，再完成一年实习后可正式注册成为香港执业医生。
港大醫學院表示，首届收生计划竞争激烈，共有超过900人申请，最后录取25人。获录取的學生皆以极优异成绩毕业于劍橋大學、倫敦帝國學院等海外大学，或港大的工程學、藥劑學、牙醫學等专业。

## 學院歷年成就[16]
1959年，港大骨科學系系主仼侯信教授（Professor Arthur R Hodgson）發明並進行了世界上首宗經口入路手術（transoral approach）治療上頸椎脫位和肺結核。同年，侯信教授首創脊柱結核前路外科治療（anterior approach），被譽為「香港手術」（Hong Kong Operation）。
1964年，港大外科學系系主仼王源美教授 (Professor Guan Bee Ong) 發明並進行了世界首宗咽喉食管切除手術。
1969年，港大外科學系泌尿外科主仼梁智鴻醫生進行了香港首宗腎臟移植。
1977年，港大骨科學系進行了香港首宗顯微外科拇指再植。
1978年，港大放射及腫瘤科名譽臨床教授何鴻超教授發明了鼻咽癌「何氏分期法」，奠下全世界鼻咽癌分期和治療的基礎。
1989年，港大外科學系講座教授韋霖教授發明並進行了世界首宗以上頜骨翻轉入路手術 (maxillary swing approach) 進行復發性鼻咽切除。
1990年，港大內科學系進行了香港首宗骨髓移植。
1991年，港大外科學系講座教授范上達教授進行了香港首宗肝臟移植。
1992年，港大外科學講座教授莫志強教授進行了香港首宗心臟移植。
1993年，港大婦產科學系講座教授何柏松教授研發出以左炔諾孕酮（levonorgestrel）作緊急避孕方法，取代沿用多年但失敗率較高和副作用較多的亞茲佩避孕法（Yuzpe regimen）。
1994年，港大外科學系講座教授范上達教授進行了世界上首宗成人緊急左活體左肝移植手術。
1995年，港大外科學心胸肺外科進行了香港首宗肺移植。
1996年，港大外科學系講座教授范上達教授發明並進行了世界上首宗成人活體右肝移植。
1998年，港大內科學系講座教授黎青龍教授研發出世界上首隻乙型肝炎抗病毒藥物拉米夫定（lamivudine）。
2000年，港大骨科學系講座教授陸瓞驥教授進行了全球首宗人類椎間盤移植。
2000年，港大內科學系講座教授陳德茂教授研發出以霉酚酸酯（mycophenolate）治療嚴重狼瘡腎炎的新療法，並在其後成為狼瘡腎炎的第一線標準治療。
2001年，港大內科學系講座教授劉柱柏教授及其團隊發明並進行了全球首宗自體骨髓幹細胞導管心內膜移植，以治療嚴重冠心病。
2001年，港大外科學系講座教授潘冬平教授進行了香港首宗射頻消融術作癌症治療。
2003年，港大微生物學系講座教授袁國勇教授及其團隊率先發現SARS冠狀病毒及辨別SARS冠狀病毒感染來源。
2005年，港大微生物學系講座教授袁國勇教授及其團隊率先鑑定出SARS冠狀病毒的自然宿主。
2009年，港大骨科學系講座教授張文智教授進行了全球首宗植入遙控可延伸裝置手術，以治療兒童脊柱側彎。
2010年，港大內科學系講座教授鄺沃林教授及其團隊率先開發口服砒霜（三氧化二砷）專利處方藥，治療急性粒子性白血病。
2010年，港大外科學系進行了香港首宗心肝聯合移植。
2011年，港大外科學系講座教授韋霖教授及其團隊進行了世界首宗顱外靜脈顱內血管搭橋及顱面切除治療局部晚期復發性鼻咽癌。
2012年，港大微生物學系講座教授袁國勇教授及其團隊根據逾10年來出現的23種新型人類和動物冠狀病毒，在全球率先找出冠狀病毒演化模型。
2013年，港大微生物學系講座教授袁國勇教授及其團隊發表全球首個H7N9禽流感流行病學特徵的研究。
2014年，港大內科學系講座教授謝鴻發教授成功進行亞洲首宗全皮下植入式心臟除顫器手術。
2019年，港大外科學系講座教授羅英傑教授進行了亞洲首例以植入式磁石環增強下食道括約肌功能手術，以治療胃酸倒流。
2020年，港大微生物學系講座教授袁國勇教授及其團隊發現全球首個新型冠狀病毒（COVID-19）人傳人的證據，該發現被國際頂尖醫學期刊《刺針》選為200年來34篇最具有突破性科學發現的論文之一。

## 爭議事件

### 前院长林兆鑫盗窃欺诈
2008年5月23日，香港廉政公署落案起訴曾任醫學院院長的林兆鑫33項欺詐和盜竊罪，指他涉嫌於2003年至2006年出任港大醫學院院長期間，處理逾20名瑪麗醫院私家症病人的醫療費用時涉嫌欺詐，以及盜竊了3名捐款人的捐款，涉及款項逾400萬元，並加控「身為公職人員行為失當」罪名。
2009年9月，林兆鑫承認該項公職人員行為失當罪，被判入獄25個月。
案件其後被香港電台改編成電視劇《廉政行動2011—私症》，由曾江飾演影射林兆鑫之角色恭維廉。

### 前行政主任陳秀紅盜公款
港大醫學院外科學系前女行政主任陳秀紅，於2004至2006年間在未獲授權下使用兩張港大醫療技能發展中心的公司信用卡，簽帳購物及現金透支，款項達302萬元，以作私人用途，事件在2007年揭發，被廉政公署落案起訴。2010年5月5日，41歲被告陳秀紅於區域法院承認一項身為公職人員行為失當罪名，法官指該中心在兩年內都不能揭發被告的罪行，認為應有核數師查數。法庭質疑為何學系一直懵然不知。涉案醫療技能發展中心案發時的負責人為已退休外科學系系主任黃健靈。

## 外部連結
- 官方网站（英文）